# Bukowina Bobrzańska
Bukowina Bobrzańska ([buko'wina-bo'bżańska]?, tysk: Buchwald bei Sagan) er en landsby i de administrative distrikt Gmina Żagań, i Powiat żagański, Województwo lubuskie, i de vestlige Polen. Landsbyen ligger 8 km øst for Żagań og 39 km syd for Zielona Góra.
Før 1945 var området en del af Landkreis Sprottau i provinsen Niederschlesien, Tyskland.
Indbyggere:
- 1933 – 767
- 1939 – 826
- 2014 – 370

Fra 1975 til 1998 lå området i provinsen Zielona Gora.
I landsbyen, er der en kirke, beliggende i sognet, Małomice.